# کت سوسی
کت سوسی (انگلیسی: Katherine Ellen Soucie؛ زادهٔ ۱۸ نوامبر ۱۹۵۳) هنرپیشه و صدا پیشه اهل ایالات متحده آمریکا است. وی از سال ۱۹۷۸ میلادی تاکنون مشغول فعالیت بوده‌است.
- فرد: نمایش
- تام و جری در دیدار با شرلوک هولمز
- دشت بزرگ بندر

## بخشی از فیلمشناسی
از فیلم‌هایی که وی در آن صداپیشگی داشته‌است می‌توان به آثار زیر اشاره کرد.
- دیو و دلبر (فیلم ۱۹۹۱) (۱۹۹۱)
- هرج‌ومرج فضایی (۱۹۹۶)
- سرویس تحویل کیکی (۱۹۹۸)
- همسایه من توتورو (۲۰۰۵)
- جورج کنجکاو (فیلم) (۲۰۰۶)
- رالف خرابکار (۲۰۱۲)
- زوتوپیا (۲۰۱۶)